# Falkenstein (Allerheiligen im Mühlkreis)
Der Falkenstein im Naturpark Mühlviertel in Allerheiligen im Mühlkreis im Bezirk Perg in Oberösterreich ist ein imposantes Felsgebilde im Naarntal in Form eines senkrecht aufragenden Felsturmes aus Weinsberger Granit.

## Beschreibung
Das Felsgebilde wird etwa fünf Kilometer nördlich von Perg am rechten Naarnufer von der Naarntal-Landesstraße (Straßenbezeichnung L572) in einer doppelten Kurve umfahren. Auf Grund der ausgeprägten horizontalen Klüftung erscheint der Falkenstein als ein Turm übereinandergestapelter Felsblöcke. Die Verwitterung und die damit verbundene Bodenbildung führte zu einer Besiedelung durch Pflanzen. Auf Grund des Gepräges, das der Falkenstein der Landschaft verleiht, waren 1982 die Unterschutzstellung und die Eintragung im Naturschutzbuch des Landes Oberösterreich als Naturdenkmal gerechtfertigt.

## Entstehung
Eine für das Mühlviertel typische Verwitterungsform nennt sich Wollsackverwitterung. Sie bildet sich aus, wenn durch Gänge in einer Verwitterungsdecke Feuchtigkeit und Wasser samt gelöster Stoffe eindringt und Jahrtausende bis Jahrmillionen lang in das darunterliegende Granitgesteins mit seinen Gängen (Klüften) chemisch einwirkt. Gut gerundete sogenannte Wollsackblöcke entstehen. Auch der Falkenstein zeigt solche Wollsackblöcke, die nach Wegspülen der Verwitterungsdecke übrigblieben und sichtbar wurden.

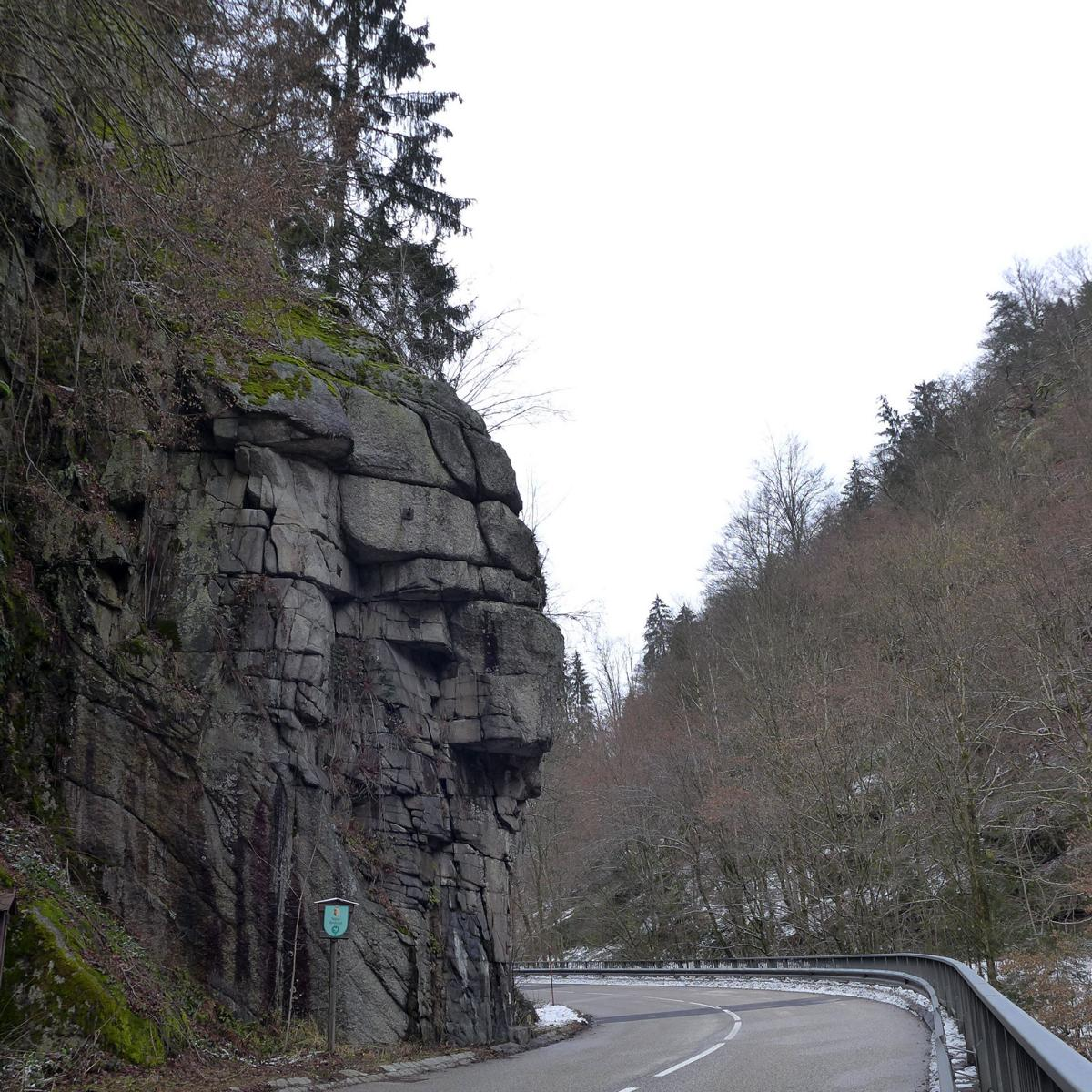
Falkenstein von Süden
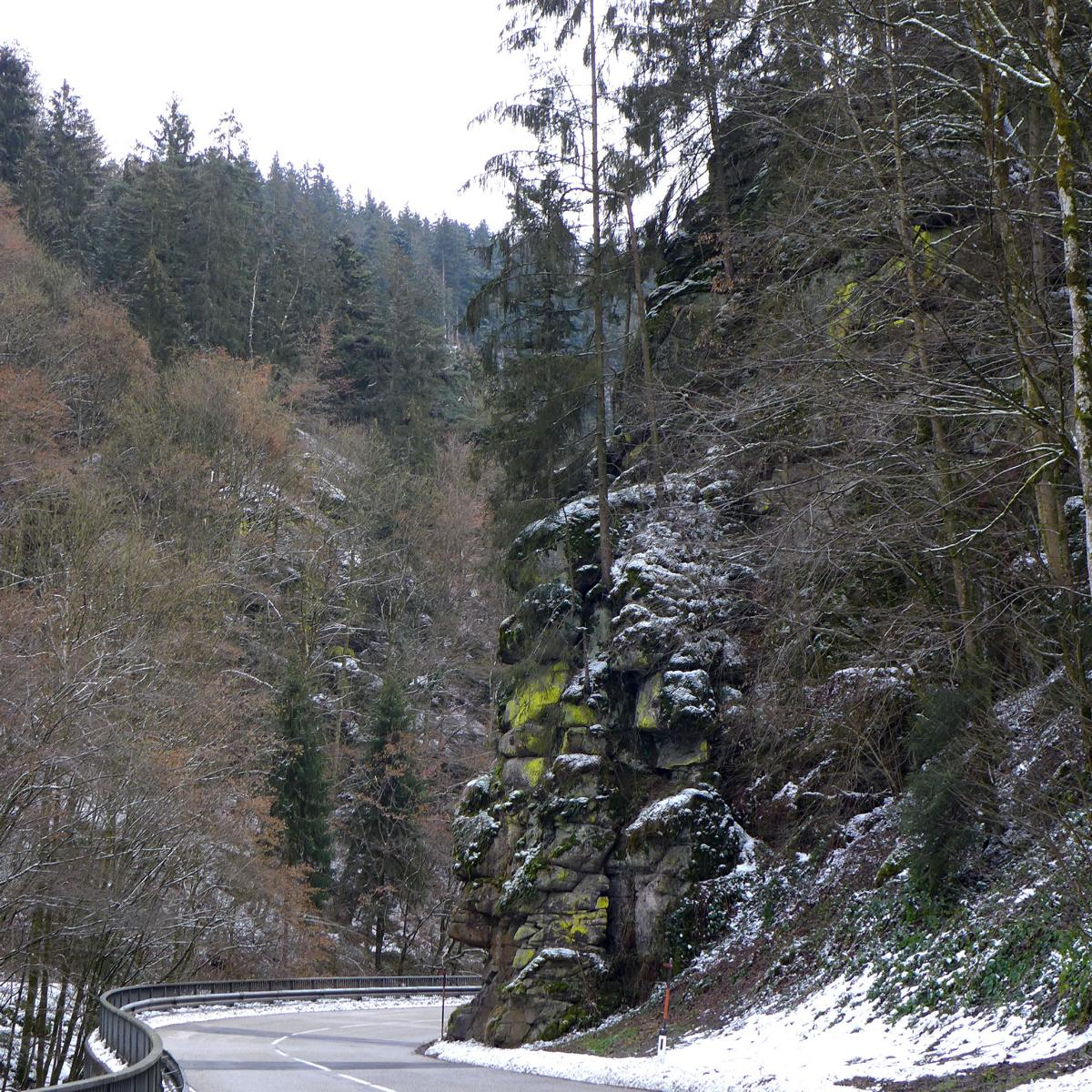
Falkenstein von Norden
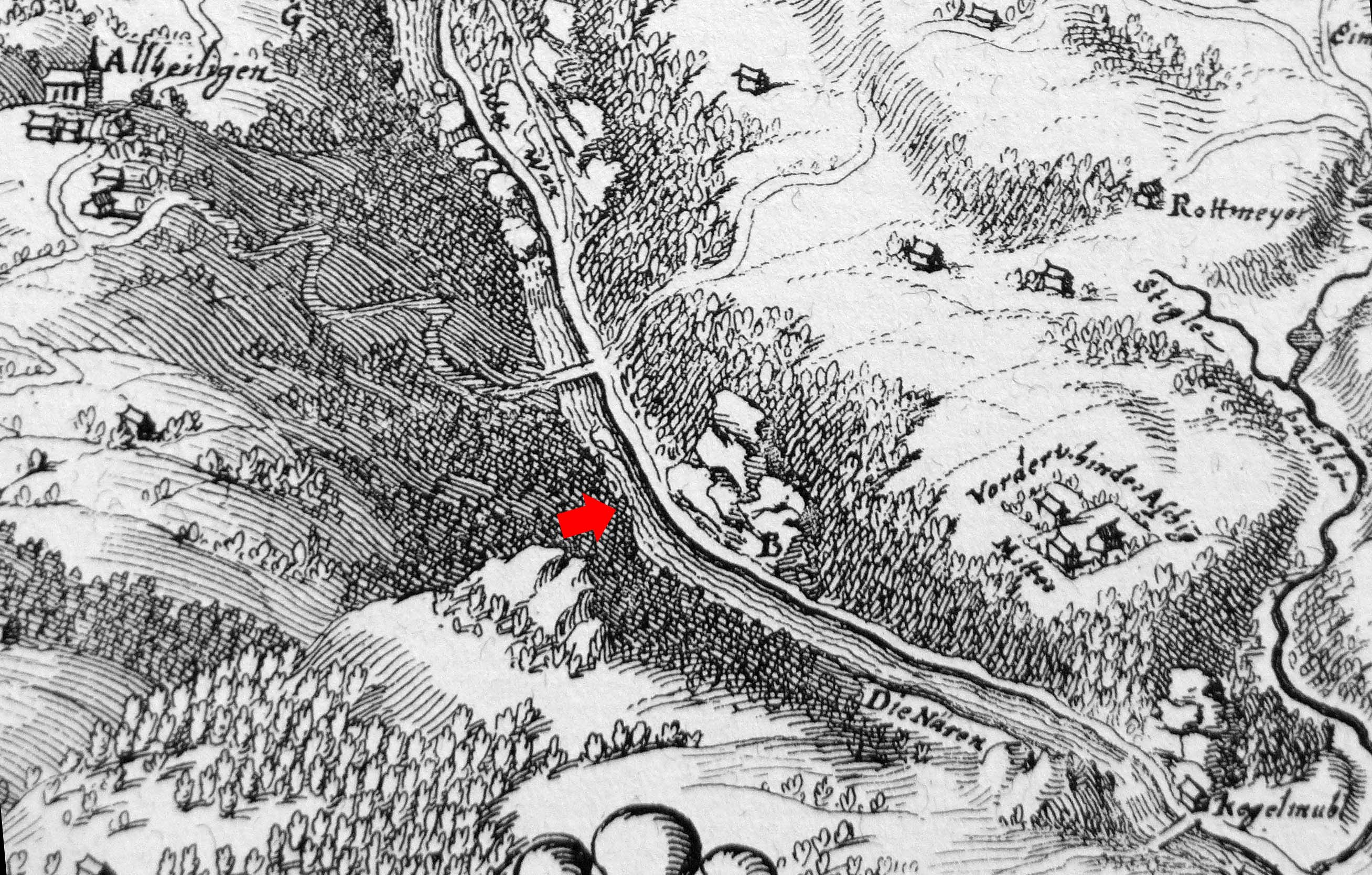
Naarntal mit Falkenstein (Pfeil). 1654

## Sage vom Falkenstein
Einer Sage zufolge soll der Falkenstein ein Teufelsgebilde sein: Der Teufel wollte das Naarntal mit riesigen Felsblöcken absperren und die christliche Bevölkerung von Allerheiligen samt dem Pfarrer im aufgestauten Gewässer ersäufen. Er wurde durch die Aufstellung eines Gipfelkreuzes an seinem Vorhaben gehindert und der Falkenstein als Teufelswerk blieb bestehen.